# Brane Ivanc
Brane Ivanc, s psevdonimom Smrčkov, slovenski igralec, * 19. avgust 1937, Sodražica † 10. marec 1991, Golnik.
Ivanc, življenjski sopotnik Mete Hočevar, je bil član ljubljanskega Mladinskega gledališča, kasneje Drame SNG. Nastopal je tudi v eksperimentalnih gledaliških skupinah, kot so Ad hoc, Oder 57,... v TV igrah (Naša krajevna skupnost) in radijskih igrah in oddajah (Moped Show).
Njegova otroka sta režiser Jaka Ivanc in klasična filologinja, dramatičarka, dramaturginja in prevajalka Jera Ivanc.